# لا ناوارز
لا ناوارز (انگلیسی: La Navarraise) اپرایی است در دو پرده اثر ژول ماسنه و لیبرتوی فرانسوی اثر ژول کلارتی و آنری کن. این اپرا بر اساس داستان کوتاه سیگار اثر کلارتی نوشته شده‌است. اولین اجرای این اپرا در ۲۰ ژوئن ۱۸۹۴ و در تالار اپرای سلطنتی لندن بود و اما کالوی در نقش اصلی ظاهر شد. این اجرا مورد توجه پرنس ولز قرار گرفت به دستور او اپرا در قلعه وینزر اجرا شد.